# 畠山氏 (平姓)
畠山氏（はたけやまし）は、平安時代末期から鎌倉時代前期にかけて武蔵国で勢力を張った豪族。秩父氏の一族で、『平家物語』にもその活躍が描かれている畠山重忠の代に最盛期を築いたが、鎌倉幕府の内部抗争で北条時政の策謀により滅ぼされた。その後、足利義純が畠山姓の名跡を継いだが、これが三管領家として名を連ねる家柄となった源姓畠山氏である。

## 経歴
秩父重綱の息子・重弘は長男であるにもかかわらず、秩父氏の家督を継ぐことはなく、弟である重隆が継いだ。重弘の長男・重能は武蔵国男衾郡畠山郷（現・埼玉県深谷市畠山）にて畠山氏を称したが、これが平姓畠山氏の始まりである。なお、弟の有重は小山田氏を称し、妹は千葉常胤に嫁いでいる。本来ならば嫡流であるはずなのに、惣領の地位が叔父の重隆に握られていることに重能は不満を感じていたらしく、大蔵合戦で源義平の軍勢に従い、叔父重隆を滅ぼす。この時、重能は重隆の娘婿である源義賢の遺児駒王丸（のちの木曾義仲）の命を救っている。惣領を巡る争いは後々まで尾を引き、結果的には秩父氏衰退の遠因となった。
1180年に以仁王が挙兵した際、『平家物語』によれば重能は大番役として京都にあり、平家の忠実な家人として各地で戦った。続く伊豆国における源頼朝の挙兵において、重能の息子・重忠は本家の河越重頼に従って頼朝追討軍に参加したが、後に服属した。そして、重忠の代に畠山氏は大躍進を遂げることとなる。即ち、重忠は頼朝の平家追討、奥州合戦で功を立てたばかりではなく、本家の河越重頼・重房が粛清された後、秩父氏惣領の座も得たのである。かくして、重忠は武士の鑑と称えられることとなった。重忠は正室に北条時政の六女を迎えている。
しかし、重忠と北条時政及びその妻である牧の方との間には武蔵国の支配を巡り対立があった。1205年に時政は重忠の従兄弟である稲毛重成・榛谷重朝を抱き込み、最初に重忠の嫡男重保を血祭りに挙げた。重忠も息子の重秀と共に武蔵国二俣川で討ち死にした（畠山重忠の乱）。稲毛・榛谷一族も後に滅ぼされ、平姓畠山氏の嫡流は滅亡した。重忠の遺児・重慶も後に粛清された。畠山の姓は足利義純が継承している。

## 子孫
畠山重忠の遺児及び兄弟の子孫を称する氏族が複数存在する。
重忠の嫡男・重保の息子重行は目黒氏を称し、弟の重晴、重勝は中根氏を称したと言う。末子・重国の子、重長は江戸長光の養子として武蔵江戸氏7代当主となった。次男・重秀の子孫は藤田氏を称し、戦国時代に後北条氏の家臣に見える秩父氏はその末裔と言う。末子・重慶の子孫は浄法寺氏を称し、奥州の大族として活躍した。系図には重忠の遺児として、重俊・円耀・重政の名が見え、それぞれ宮之原、大窪、井田氏の祖となったと言うが不明。南北朝時代に活躍した篠塚重広は重忠の子孫とされる。
重忠の兄弟の系統では、長兄の重光は伊地知氏の祖となり、子孫は薩摩の豪族として活躍した。次弟の重清は長野氏を、三弟の重宗は渋江氏をそれぞれ称したとされるが、重宗に関しては「渋江」は誤伝で正しくは渋口氏であるとする説も出されている。

## 系図
```
　
秩父重弘

　　 ┣━━━━━━┓
　
畠山重能
　　 
小山田有重

　　 ┣━━━━━┳━━━━┳━━━━┓
 
伊地知重光
　 
畠山重忠
　
長野重清
　
渋江重宗

 ┏━━┳━━┳━┻┳━━┳━━┳━━━┳━━━━┳━━━━┳━━━┳━━┓

重秀
　
重保
　
重慶
　
重俊
　
円耀
　
重政
　
目黒重行
　
中根重晴
　
中根重勝
　
重国
   女（
足利義純
）室（
泰国
母）?
[
注釈 2
]
```

## 一族
- 伊地知氏
- 渋江氏
- 目黒氏
- 中根氏
- 藤田氏
- 浄法寺氏
- 宮之原氏
- 大窪氏
- 井田氏
- 吉見氏
- 北見氏